# Robert Stanford Tuck
El comandante de ala Robert Roland Stanford Tuck DSO, DFC y dos barras, AFC (1 de julio de 1916 – 5 de mayo de 1987) fue un piloto de cazas y piloto de pruebas británico.

## Primeros años
Nació en Catford, Londres de padres judíos. Después de una asistencia a la escuela tan veloz como brillante, dejó el St. Dunstan's College de Catford en 1932 para enrolarse en la marina mercante como cadete antes de alistarse a en la Royal Air Force (RAF). Después de la formación, fue asignado al 65 Escuadrón de la RAF en septiembre de 1935 permaneciendo en el hasta mayo de 1940, cuando fue destinado como Jefe de Ala del 92 Escuadrón de Spitfire de Croydon.

## Batalla de Inglaterra
Lideró su primera patrulla de combate el 23 de mayo de 1940, sobrevolando Dunkerque, reclamando el derribo de tres cazas alemanes. Al día siguiente derribó dos bombarderos alemanes. Durante las dos semanas siguiente y en sucesivos combates aéreos, siguió sumando derribos rápidamente. Le fue otorgada la distinción de la Cruz de Vuelo Distinguido de Reino Unido el 11 de junio de 1940, recibiéndola de manos del rey Jorge VI en la base aérea de la RAF de Hornchuch el día 28 de junio.
Sus éxitos en combate continuaron en julio y agosto durante la batalla de Inglaterra, aunque el 18 de agosto se vio obligado a saltar en paracaídas. Mientras atacaba una formación de Junkers Ju 88 sobre Kent, derribó uno y dañó a otro, pero su Spitfire recibió impactos en el ataque, por lo que tuvo que saltar cerca de la localidad de Royal Tunbridge Wells. En otro incidente el 25 de agosto, su Spitfrie resultó seriamente dañado durante un combate con un bombardero Dornier Do 17, que consiguió derribar 30 kilómetros mar adentro. A pesar de que el motor de su avión estaba inoperativo, consiguió llegar a tierra firme y efectuar un aterrizaje forzoso.
El 11 de septiembre, y aún durante el transcurso de la batalla de Inglaterra, fue ascendido a Jefe de Escuadrón y asignado al mando del 257º Escuadrón de Hawker Hurricane con base en Debden. Lideró el escuadrón en septiembre y continuó reclamando derribos alemanes. Sus dos últimas victorias oficiales en la batalla, fueron el 28 de octubre, en la que reclamó dos "probables" derribos de sendos Bf 109. Recibió la Orden de Servicios Distinguidos en enero de 1941. Fue derribado sobre el Canal de la Mancha en junio de 1941 y rescatado por una barcaza carbonera de Gravesend.
A pesar de todo, tuvo episodios de mala fortuna. En una ocasión abrió fuego a mucha distancia contra un bombardero alemán que se dirigía a Cardiff. Al abrir fuego a mucha distancia y con poca luz, hizo que el bombardero se precipitase y liberase sus bombas en campo abierto en lugar de en la ciudad. Una de esas bombas, cayo en un campamento de entrenamiento y mató a un soldado. Ese soldado era el marido de su hermana.
En julio de 1941, Tuck fue ascendido a Comandante de Ala y asignado como Jefe de Ala en Duxford, donde lideró ataques en el norte de [Francia]. Después de un breve viaje a Estados Unidos con otros pilotos de la RAF para concienciar a la población norteamericana del esfuerzo británico en la guerra, regresó a Biggin Hill como Jefe de Ala. Fue en un vuelo desde Biggin Hill, cuando tuvo lugar el último combate aéreo de Tuck. El 28 de enero de 1942, mientras realizaba una misión a baja altura sobre el norte de Francia, su Spitfire fue dañado por fuego de la defensa antiaérea alemana cercana a Boulogne-sur-Mer y finalmente se vio forzado a tomar tierra.

## Prisionero de guerra
Capturado por las tropas alemanas, pasó los dos siguientes años en Stalag Luft III en Żagań (Polonia), en campos de prisioneros de Alemania y Polonia. Después de varios intentos de fuga, acompañado por el piloto polaco Zbigniew Kustrzyński, finalmente consiguió escapar 11 de febrero de 1945 cuando su campamento estaba siendo evacuado hacia el oeste, huyendo de las tropas rusas que avanzaban hacia Alemania. El ruso que Tuck aprendió con su niñera, le valió para comunicarse con las tropas rusas y conseguir encontrar la embajada británica en Moscú. Después consiguió llegar en un barco ruso a Southampton.
Con la guerra terminada, recibió su última condecoración, la Cruz de Vuelo Distinguido de la Fuerza Aérea de los Estados Unidos, el 14 de junio de 1946, antes de retirarse del servicio activo en la RAF el 13 de mayo de 1949, como Comandante de Ala. En total, acreditó 27 victorias confirmadas y 2 compartidas, un caza destruido y otro compartido, seis probables derribos, seis dañados y un dañado compartido.

## Últimos años
Después de su retirada, continuó volando como piloto de pruebas, lo que incluyó trabajar con el English Electric Canberra, avión que estuvo en servicio con la RAF durante 57 años, antes de que encontrase la paz en su granja de setas, eligiéndola a la publicidad y fama que adquirieron sus camaradas de la Batalla de Inglaterra.
También trabajó como asesor en la película La batalla de Inglaterra en 1969 y mantuvo una estrecha amistad con el piloto de combate alemán Adolf Galland.
Robert Stanford Tuck murió el 5 de mayo de 1987 a la edad de 70 años.